# Wapen van Twenterand

Het wapen van de gemeente Twenterand

Het wapen van Twenterand is het gemeentelijke wapen van de Overijsselse gemeente Twenterand. Het wapen werd per Koninklijk Besluit op 25 augustus 2003 aan de gemeente verleend. De omschrijving luidt:
"Gedeeld, I in zilver een geplante eikenboom van sinopel, II in azuur een leeuw van goud; in het schildhoofd vier liggende aanstotende ruiten, in het zilver van azuur en in het azuur van zilver. Het schild gedekt met een gouden kroon van drie bladeren en twee parels."

## Geschiedenis
Het wapen is een combinatie van elementen uit de wapens van voorgaande gemeenten Vriezenveen en Den Ham. Vier ruiten symboliseren de vier grootste kernen in de nieuwe gemeente. De leeuw van Den Ham is weer ontleend van het wapen van Ommen. De eik van Vriezenveen is of een herinnering aan de vele eiken die mogelijk in de streek voorkwamen of een verwijzing naar hun verleden als Rusluie, waarbij de eik symbool staat voor hun stoerheid en kracht.

## Voorgaande wapens

Wapen van Vriezenveen
Wapen van Den Ham

Almelo · Borne · Dalfsen · Deventer · Dinkelland · Enschede · Haaksbergen · Hardenberg · Hellendoorn · Hengelo · Hof van Twente · Kampen · Losser · Oldenzaal · Olst-Wijhe · Ommen · Raalte · Rijssen-Holten · Staphorst · Steenwijkerland · Tubbergen · Twenterand · Wierden · Zwartewaterland · Zwolle